# 291e régiment d'infanterie territoriale
Pour les articles homonymes, voir 291e régiment.
Le 291e régiment d'infanterie territoriale est un régiment d'infanterie de l'armée de terre française qui a participé à la Première Guerre mondiale.

## Création et différentes dénominations
- juin 1915 : des bataillons de réservistes de l'armée territoriale (RAT) sont rattachés au 91e régiment d'infanterie territoriale
- 1er septembre 1915 : ces bataillons forment le 291e régiment d'infanterie territoriale
- 13 septembre 1917 : dissolution du régiment

## Chefs de corps
- 1er septembre 1915 - 24 septembre 1917 : lieutenant-colonel Dumolt[1],[2] (ancien commandant du 91e RIT[3])
- 24 juin - 23 septembre 1917 : lieutenant-colonel Dauphin[2],[4]

## Historique des garnisons, combats et batailles

### Première Guerre mondiale

#### Affectations

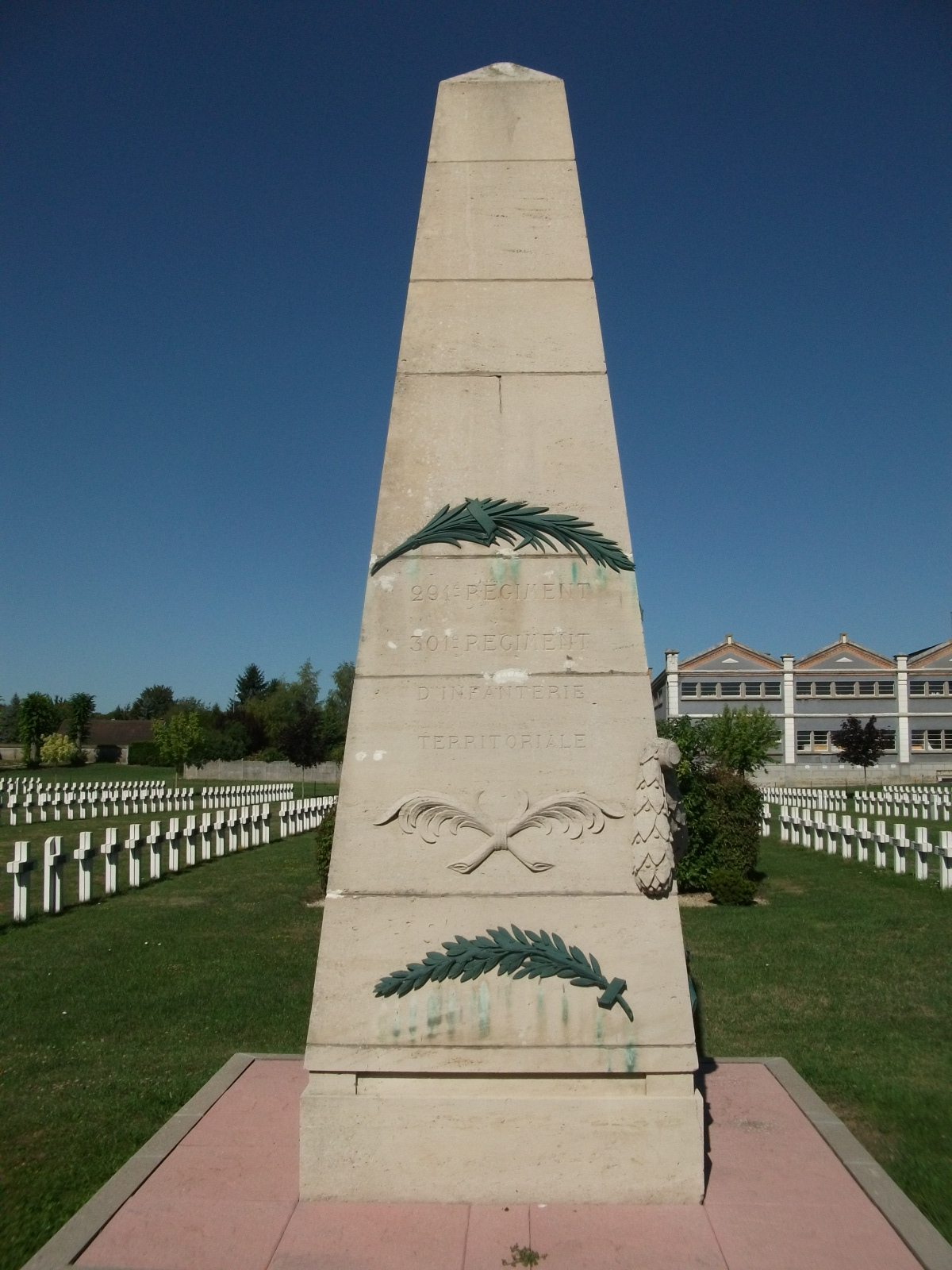
Monuments aux et à la nécropole nationale de Sillery.

Le 291e RIT forme la 193e brigade d'infanterie territoriale avec le 301e régiment. Cette brigade fait partie de la 97e division d'infanterie territoriale jusqu'en avril 1917 puis est isolée jusqu'à sa dissolution en septembre 1917.

#### 1915
Le régiment est formé en regroupant plusieurs bataillons. Remplaçant à partir de juin 1915 les bataillons territoriaux de la 97e division territoriale, ces bataillons sont formés de soldats de la réserve de l'armée territoriale (RAT) :
- le 4e bataillon du 16e RIT, dit bataillon 16/91 car rattaché au 91e régiment d'infanterie territoriale à partir de début juin[1],[6]
- le 5e bataillon du 94e RIT, dit bataillon 94/91 car rattaché au 91e RIT à partir de début juin[1],[6]
- le 4e bataillon du 91e RIT, rattaché au 106e RIT à partir de juillet[6],[7]
- l'état-major et la compagnie hors-rang du 91e RIT[1]

Ces unités forment le 291e RIT le 1er septembre 1915, comptant 2 799 hommes. Le lendemain, le 291e RIT embarque pour la Marne. Il est en position dans le secteur de Beine-Sillery, en soutien du 58e régiment d'infanterie. Le 19 octobre et le 20 octobre, les 2e et 3e bataillons subissent des bombardements au gaz. Le régiment déplore 43 tués, 37 blessés et environ 1 000 hommes intoxiqués et hors de combat. Il passe en réserve dès le 20 octobre au soir, et est mis au repos à Écueil-Chamery.
À partir du 1er novembre 1915, les bataillons tiennent par roulements des positions dans le secteur des cavaliers de Courcy.

#### 1917
Le régiment est dissous le 23 septembre 1917.

## Drapeau

Dessin du revers du drapeau du territorial d'infanterie.

Il porte, cousues en lettres d'or dans ses plis, les inscriptions suivantes :
- Champagne 1915